# ネオコンバロシド
ネオコンバロシド(neoconvalloside)はドイツスズラン(Convallaria majalis )から抽出されるカルデノリドグリコシドである。